# Светлопёрый судак
Светлопёрый судак (лат. Sander vitreus) — вид лучепёрых рыб из семейства окуневых (Percidae).

## Описание
Максимальная длина тела 107 см, а масса — 11,3 кг.
Тело удлинённое, веретенообразной формы, покрыто ктеноидной чешуёй, с возрастом становится более сжатым с боков. Рот большой, конечный, с клыковидными зубами на челюстях.
Два спинных плавника. В первом из которых 13—17 жёстких лучей, а во втором 18—22 мягких лучей. В анальном плавнике 2 жестких и 11—14 мягких лучей. Хвостовой плавник выемчатый. Позвонков 44—48.
Окраска тела от оливково-коричневой до золотисто-коричневой и даже жёлтой. Брюхо жёлтое или белое. Край нижней лопасти хвостового плавника окрашен в белый цвет. Чёрное пятно на перепонках между двумя или тремя последними колючими лучами первого спинного плавника.

## Распространение
Распространены в Северной Америке от Квебека и Северо-западных территорий Канады до Алабамы и Аризоны. Интродуцированы в водоёмы по всей территории США.

## Биология

### Питание
Мальки переходят на внешнее питание при длине тела 8—9 мм. Первоначально питаются мелким зоопланктоном (кладоцеры и копеподы). При длине тела 10—20 мм молодь переходит на питание бентосными личинками насекомых (хирономиды, подёнки, бокоплавы). По мере дальнейшего роста в питании молоди начинает преобладать рыба.

### Размножение
Возраст созревания различается в разных частях ареала. В северных районах светлопёрые судаки впервые созревают в возрасте 8—12 лет, а в южных — в возрасте 2—4 года.  Нерестятся ежегодно весной вскоре после распаления льда: в южных районах — в конце января — феврале, а на севере — до июля.
Для успешного развития гонад необходим определённый температурный режим, и температура воды зимой не должна превышать 10 °С. На южном краю ареала в тёплые зимы производители пропускают год нереста.
Самки вымётывают икру в ночное время несколькими небольшими порциями с интервалом в 5 минут.
Плодовитость светлопёрых судаков одна из самых высоких среди пресноводных рыб, зависит от размеров самок и их возраста. Относительная плодовитость варьирует от 28 до 120 тыс. икринок на 1 кг массы тела, а абсолютная плодовитость – от нескольких тысяч до 300 тыс. икринок. Икра мелкая диаметром 1,3—2,1 мм.
Сразу после вымета клейкая икра прикрепляется к грунту. Это способствует успешности оплодотворения. После оплодотворения оболочка икры затвердевает, клейкость теряется через 1—5 часов. Родители не охраняют икру и потомство, поэтому выживаемость от отложенной икры до годовалой молоди не превышает 1 %.